# Ivesia baileyi
Ivesia baileyi är en rosväxtart som beskrevs av Sereno Watson. Ivesia baileyi ingår i släktet Ivesia och familjen rosväxter.

## Underarter
Arten delas in i följande underarter:
- I. b. baileyi
- I. b. setosa
- I. b. beneolens